# 신형식 (정치인)
신형식(申泂植, 1926년 10월 9일~1991년 12월 8일)은 대한민국의 정치인이다. 대한민국의 제12대 건설부 장관과 제6·8·9·10대 국회의원을 역임했다.

## 역대 선거 결과
|  | 42.83% |

|  | 49.56% |

|  | 63.46% |

|  | 47.75% |

|  | 48.12% |